# Bibelsk historie
Bibelsk historie (udgivet posthumt 1949 og i senere udgaver)  er en humoristisk illustreret bog af kunstneren Axel Ebbe om de bibelske fortællinger på skånsk/østdansk folkmål. 